# Fonsorbes
Fonsorbes , Fonts Òrbas en occitan, est une commune française située dans le nord du département de la Haute-Garonne, en région Occitanie. Sur le plan historique et culturel, la commune est dans le Pays toulousain, qui s’étend autour de Toulouse le long de la vallée de la Garonne, bordé à l’ouest par les coteaux du Savès, à l’est par ceux du Lauragais et au sud par ceux de la vallée de l’ Ariège et du Volvestre.
Exposée à un climat océanique altéré, elle est drainée par le Touch, l'Ousseau, le ruisseau l'Ayguebelle, le Merdagnou, le ruisseau du houssat et par divers autres petits cours d'eau. La commune possède un patrimoine naturel remarquable : un site Natura 2000 (la « vallée de la Garonne de Muret à Moissac ») et une zone naturelle d'intérêt écologique, faunistique et floristique.
Fonsorbes est une commune urbaine qui compte 13 048 habitants en 2022, après avoir connu une forte hausse de la population depuis 1975. Elle appartient à l'unité urbaine de Toulouse depuis  2020 et fait partie de l'aire d'attraction de Toulouse. Ses habitants sont appelés les Fonsorbais ou  Fonsorbaises.

## Géographie

### Localisation
La commune de Fonsorbes se trouve dans le département de la Haute-Garonne, en région Occitanie.
Elle se situe à 19 km à vol d'oiseau de Toulouse, préfecture du département, à 11 km de Muret, sous-préfecture, et à 6 km de Plaisance-du-Touch, bureau centralisateur du canton de Plaisance-du-Touch dont dépend la commune depuis 2015 pour les élections départementales.
La commune est par ailleurs ville-centre du bassin de vie de Fonsorbes.
Les communes les plus proches sont : 
Fontenilles (3,7 km), Saint-Lys (5,0 km), La Salvetat-Saint-Gilles (5,5 km), Lamasquère (6,0 km), Plaisance-du-Touch (6,2 km), Bonrepos-sur-Aussonnelle (6,7 km), Léguevin (7,0 km), Saiguède (7,1 km).
Sur le plan historique et culturel, Fonsorbes fait partie du pays toulousain, une ceinture de plaines fertiles entrecoupées de bosquets d'arbres, aux molles collines semées de fermes en briques roses, inéluctablement grignotée par l'urbanisme des banlieues.
Fonsorbes est limitrophe de cinq autres communes.
Les communes limitrophes sont Fontenilles, Frouzins, Plaisance-du-Touch, Saint-Lys et Seysses.
| Fontenilles |           | Plaisance-du-Touch |
|             | Fonsorbes | Frouzins           |
| Saint-Lys   |           | Seysses            |

### Géologie et relief
La superficie de la commune est de 1 903 hectares ; son altitude varie de 169  à   213 mètres.

### Hydrographie

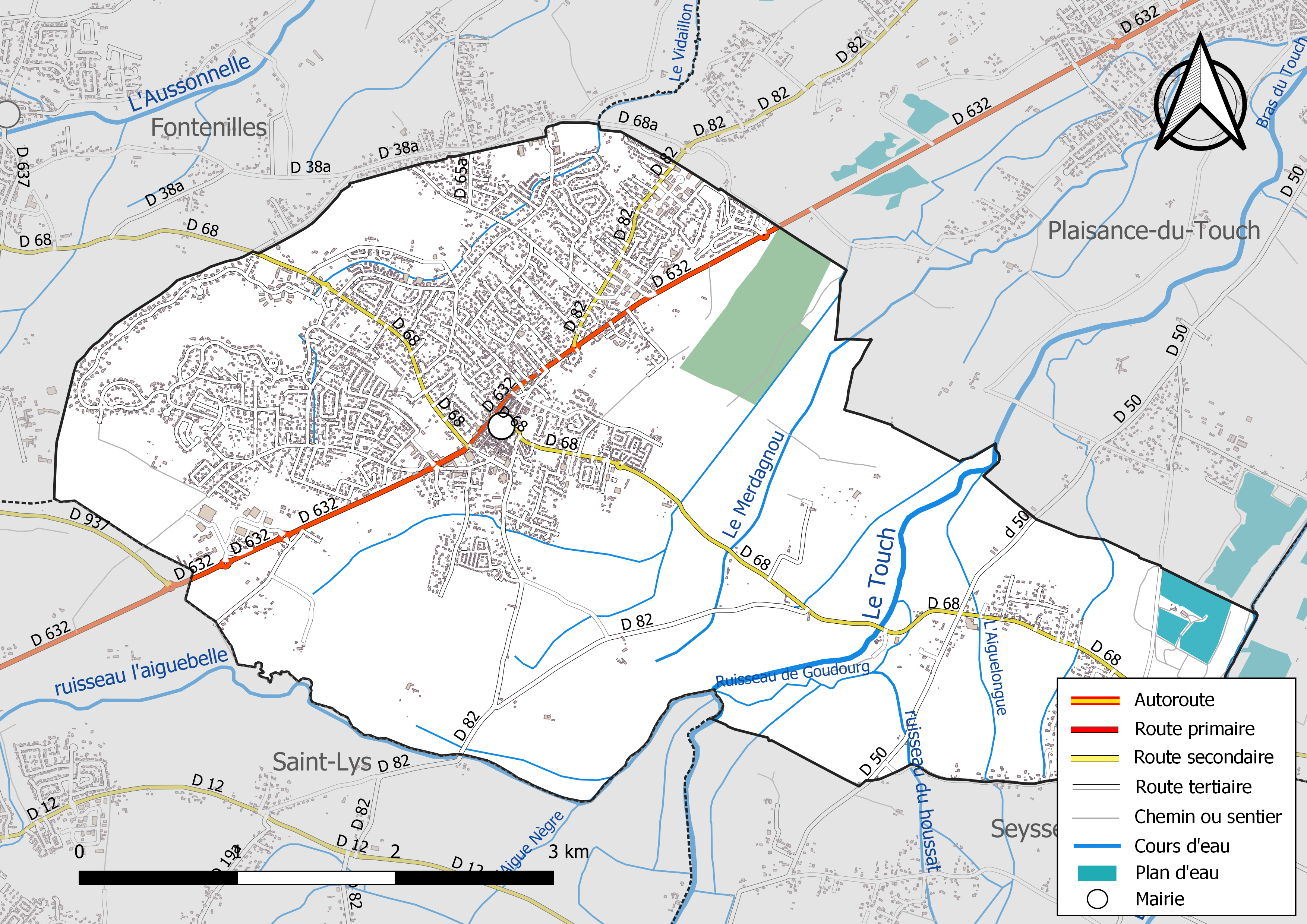
Réseaux hydrographique et routier de Fonsorbes.

La commune est dans le bassin de la Garonne, au sein du bassin hydrographique Adour-Garonne. Elle est drainée par le Touch, l'Ousseau, le ruisseau l'Ayguebelle, le Merdagnou, le ruisseau du houssat, l'Aiguelongue, le Vidaillon, le ruisseau de Goudourg et par divers petits cours d'eau, constituant un réseau hydrographique de 26 km de longueur totale,.
Le Touch, d'une longueur totale de 74,5 km, prend sa source dans la commune de Lilhac et s'écoule du sud-ouest vers le nord-est. Il traverse la commune et se jette dans la Garonne à Blagnac, après avoir traversé 29 communes.
L'Ousseau, d'une longueur totale de 26,2 km, prend sa source dans la commune de Lherm et s'écoule du sud-ouest vers le nord-est. Il traverse la commune et se jette dans le Touch à Tournefeuille, après avoir traversé 10 communes.
Le ruisseau l'Aiguebelle, d'une longueur totale de 16,3 km, prend sa source dans la commune de Saint-Thomas et s'écoule d'ouest en est. Il traverse la commune et se jette dans le Touch à Saint-Lys, après avoir traversé 4 communes.

### Climat
Pour des articles plus généraux, voir Climat de l'Occitanie et Climat de la Haute-Garonne.
En 2010, le climat de la commune est de type climat du Bassin du Sud-Ouest, selon une étude s'appuyant sur une série de données couvrant la période 1971-2000. En 2020, Météo-France publie une typologie des climats de la France métropolitaine dans laquelle la commune est exposée à un climat océanique altéré et est dans la région climatique Aquitaine, Gascogne, caractérisée par une pluviométrie abondante au printemps, modérée en automne, un faible ensoleillement au printemps, un été chaud (19,5 °C), des vents faibles, des brouillards fréquents en automne et en hiver et des orages fréquents en été (15 à 20 jours).
Pour la période 1971-2000, la température annuelle moyenne est de 12,9 °C, avec une amplitude thermique annuelle de 15,8 °C. Le cumul annuel moyen de précipitations est de 682 mm, avec 9,3 jours de précipitations en janvier et 5,5 jours en juillet. Pour la période 1991-2020, la température moyenne annuelle observée sur la station météorologique la plus proche, située sur la commune de Cugnaux à 9 km à vol d'oiseau, est de 14,3 °C et le cumul annuel moyen de précipitations est de 635,7 mm,. Pour l'avenir, les paramètres climatiques de la commune estimés pour 2050 selon différents scénarios d'émission de gaz à effet de serre sont consultables sur un site dédié publié par Météo-France en novembre 2022.

### Milieux naturels et biodiversité

#### Réseau Natura 2000

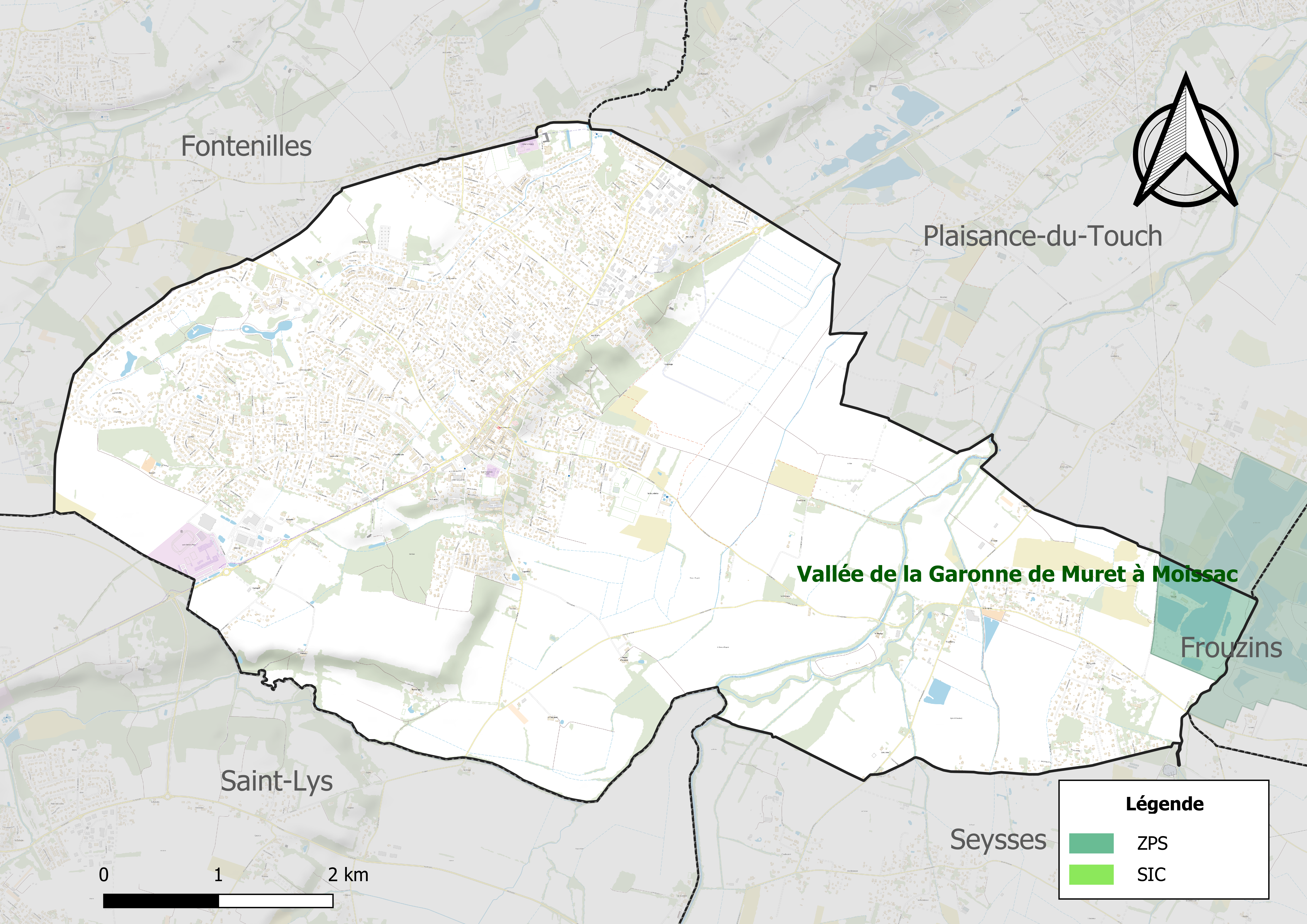
Sites Natura 2000 sur le territoire communal.

Le réseau Natura 2000 est un réseau écologique européen de sites naturels d'intérêt écologique élaboré à partir des directives habitats et oiseaux, constitué de zones spéciales de conservation (ZSC) et de zones de protection spéciale (ZPS).
Un site Natura 2000 a été défini sur la commune au titre  de la directive oiseaux : 0, d'une superficie de 4 493 ha, hébergeant une avifaune bien représentée en diversité, mais en effectifs limités (en particulier, baisse des populations de plusieurs espèces de hérons). Sept espèces de hérons y nichent, dont le héron pourpré, ainsi que le Milan noir (avec des effectifs importants), l'Aigle botté, le Petit gravelot, la Mouette mélanocéphale, la Sterne pierregarin et le Martin-pêcheur.

#### Zones naturelles d'intérêt écologique, faunistique et floristique

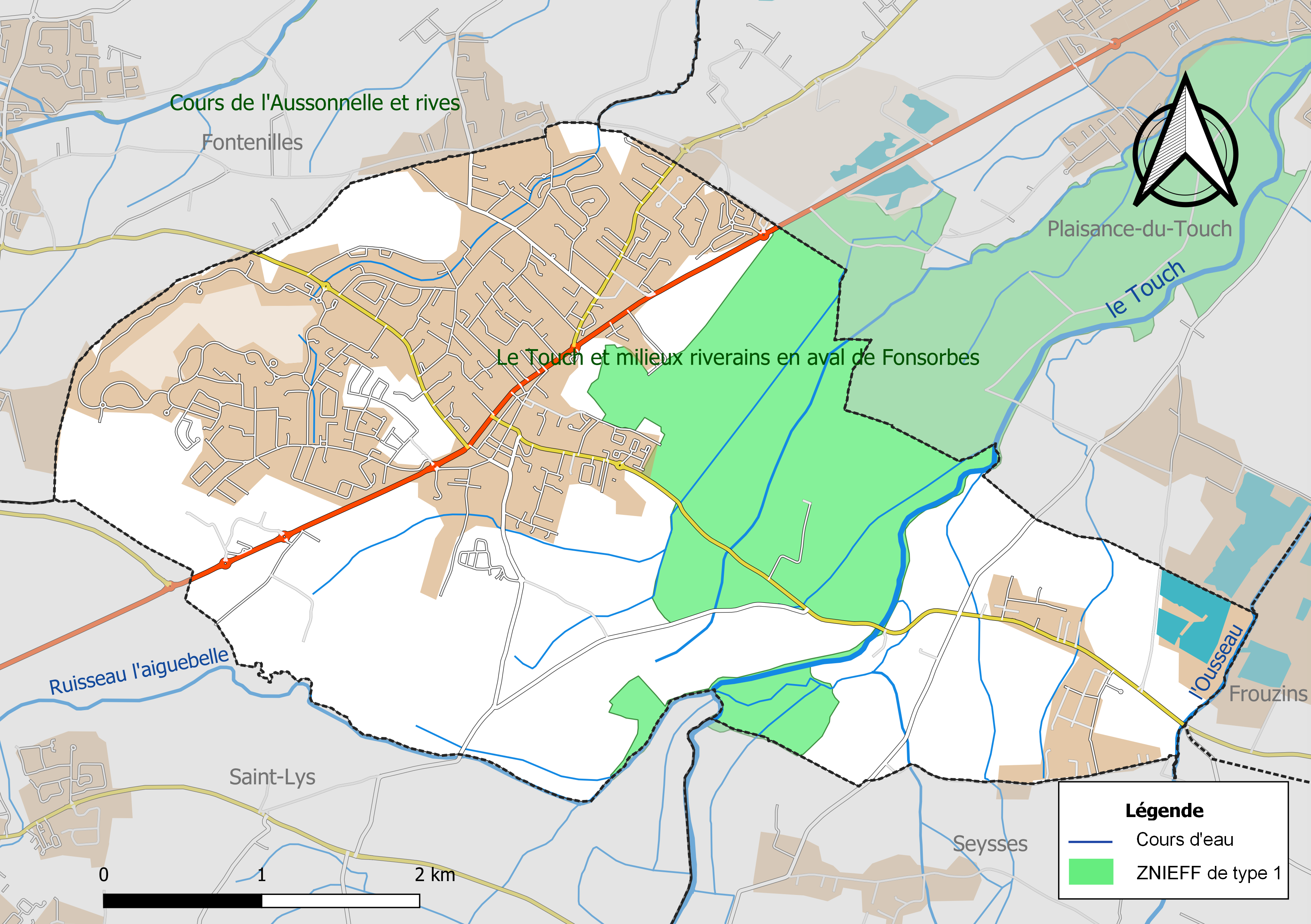
Carte de la ZNIEFF de type 1 localisée sur la commune.

L’inventaire des zones naturelles d'intérêt écologique, faunistique et floristique (ZNIEFF) a pour objectif de réaliser une couverture des zones les plus intéressantes sur le plan écologique, essentiellement dans la perspective d’améliorer la connaissance du patrimoine naturel national et de fournir aux différents décideurs un outil d’aide à la prise en compte de l’environnement dans l’aménagement du territoire.
Une ZNIEFF de type 1 est recensée sur la commune :
« le Touch et milieux riverains en aval de Fonsorbes » (870 ha), couvrant 7 communes du département.

## Urbanisme

### Typologie
Au 1er janvier 2024, Fonsorbes est catégorisée centre urbain intermédiaire, selon la nouvelle grille communale de densité à sept niveaux définie par l'Insee en 2022.
Elle appartient à l'unité urbaine de Toulouse, une agglomération inter-départementale regroupant 81  communes, dont elle est une commune de la banlieue,,. Par ailleurs la commune fait partie de l'aire d'attraction de Toulouse, dont elle est une commune de la couronne,. Cette aire, qui regroupe 527 communes, est catégorisée dans les aires de 700 000 habitants ou plus (hors Paris),.

### Occupation des sols

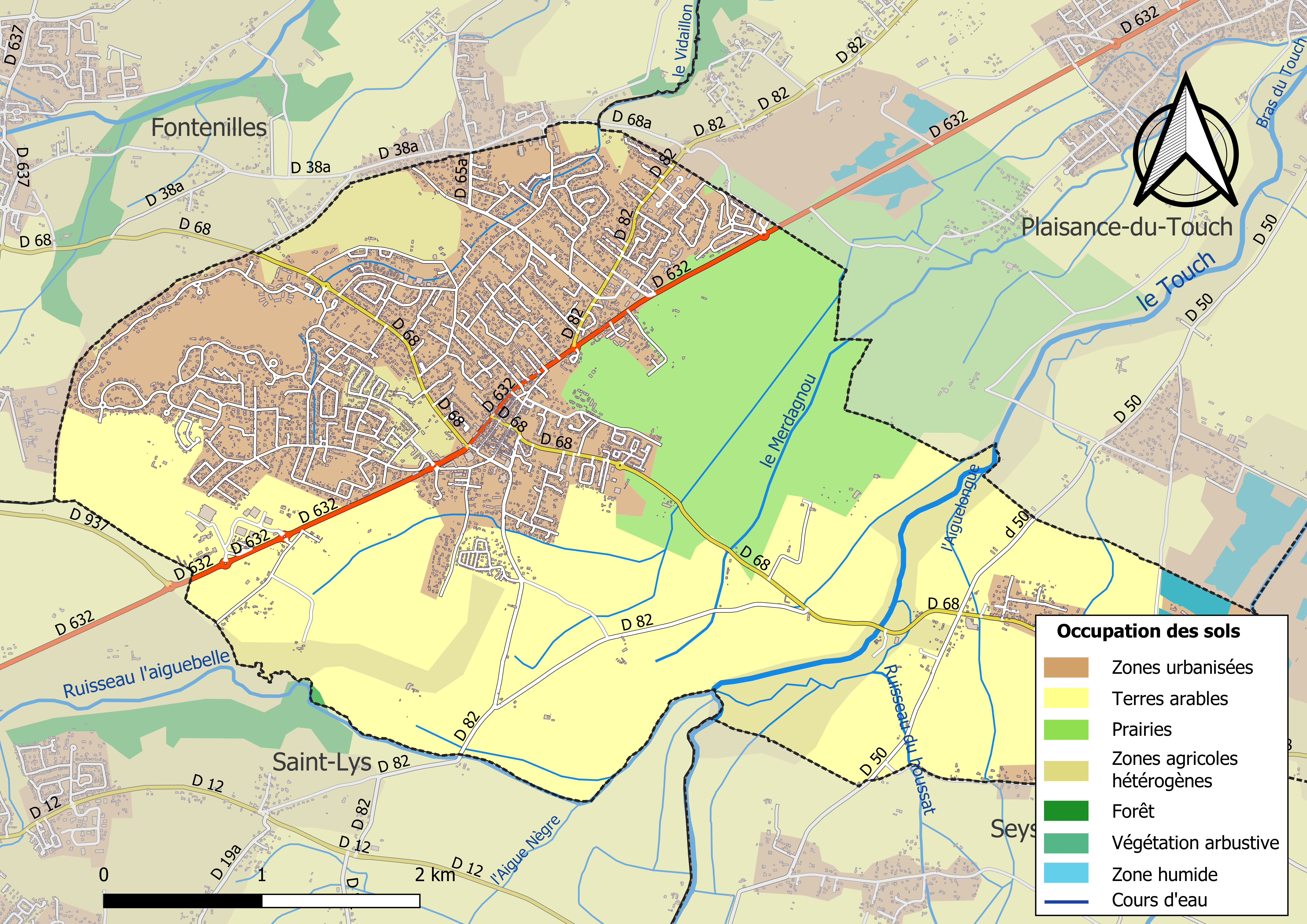
Carte des infrastructures et de l'occupation des sols de la commune en 2018 (CLC).

L'occupation des sols de la commune, telle qu'elle ressort de la base de données européenne d’occupation biophysique des sols Corine Land Cover (CLC), est marquée par l'importance des territoires agricoles (60,8 % en 2018), en diminution par rapport à 1990 (81,5 %). La répartition détaillée en 2018 est la suivante : 
terres arables (40,6 %), zones urbanisées (32,9 %), prairies (13,3 %), zones agricoles hétérogènes (6,9 %), espaces verts artificialisés, non agricoles (1,9 %), forêts (1,8 %), zones industrielles ou commerciales et réseaux de communication (1,3 %), eaux continentales (1,2 %). L'évolution de l’occupation des sols de la commune et de ses infrastructures peut être observée sur les différentes représentations cartographiques du territoire : la carte de Cassini (XVIIIe siècle), la carte d'état-major (1820-1866) et les cartes ou photos aériennes de l'IGN pour la période actuelle (1950 à aujourd'hui).

### Hameaux et lieux-dits
Le hameau Aygolounguo.

### Voies de communication et transports
Traversée par l'ancienne route nationale 632 entre Saint-Lys et Plaisance-du-Touch.
La ligne 116 du réseau Tisséo relie le centre-ville et la zone d'activités de Moundran au lycée de Tournefeuille depuis Saint-Lys, permettant une correspondance avec le Linéo L3 en direction de la station Arènes du métro de Toulouse, la ligne 315 permet de rejoindre la gare de Muret (en correspondance avec la ligne D vers Toulouse-Matabiau) depuis le centre et le sud de la ville et Saint-Lys, la ligne 321 du réseau Arc-en-Ciel relie la gare de Muret au centre de la commune, la ligne 365 relie le centre-ville à la gare routière de Toulouse depuis Boulogne-sur-Gesse.

### Risques majeurs
Le territoire de la commune de Fonsorbes est vulnérable à différents aléas naturels : météorologiques (tempête, orage, neige, grand froid, canicule ou sécheresse), inondations et séisme (sismicité très faible). Un site publié par le BRGM permet d'évaluer simplement et rapidement les risques d'un bien localisé soit par son adresse soit par le numéro de sa parcelle.
Certaines parties du territoire communal sont susceptibles d’être affectées par le risque d’inondation par débordement de cours d'eau, notamment l'Ousseau et le ruisseau l'Aiguebelle. La commune a été reconnue en état de catastrophe naturelle au titre des dommages causés par les inondations et coulées de boue survenues en 1982, 1993, 1999, 2000, 2003, 2009, 2021 et 2022,.

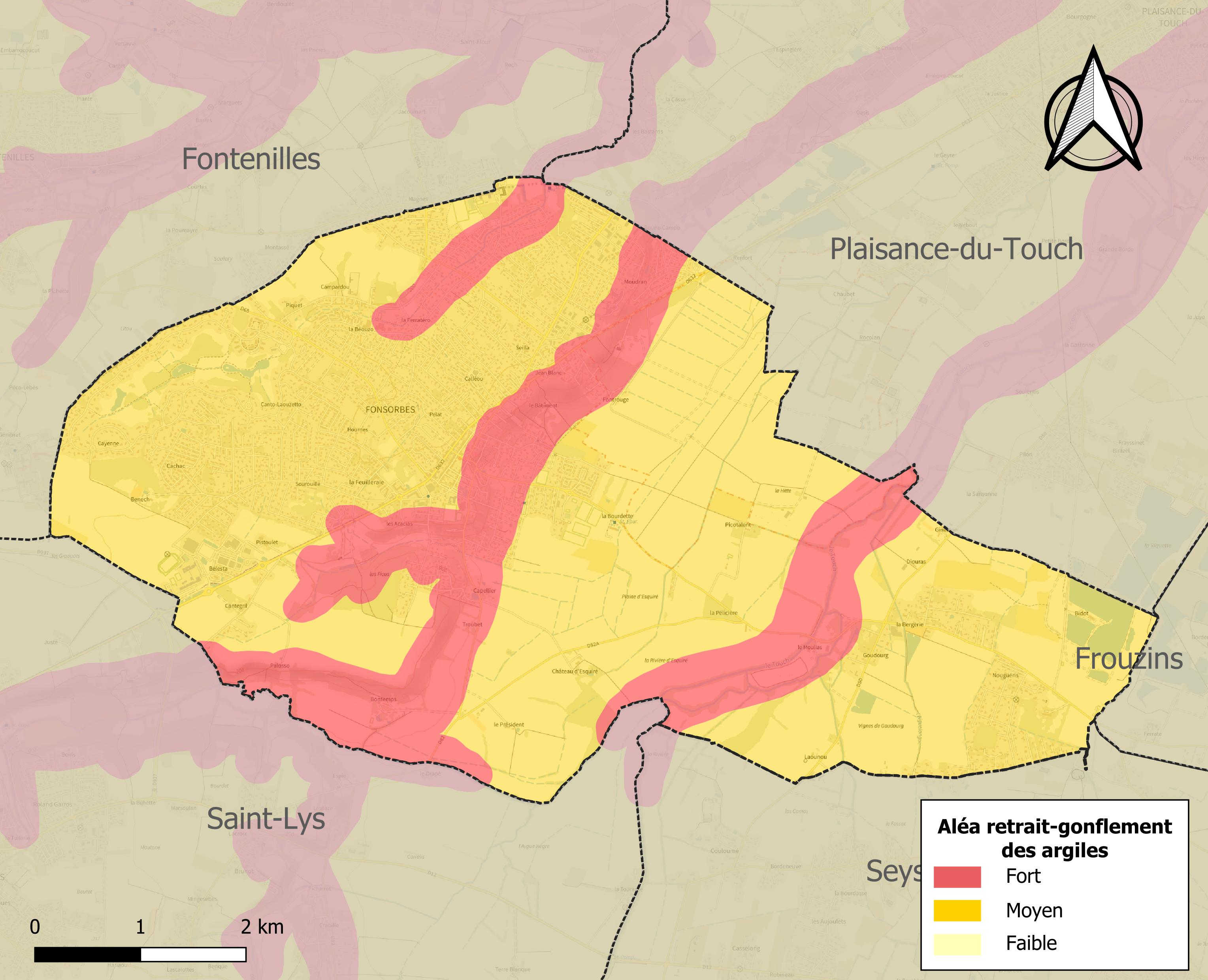
Carte des zones d'aléa retrait-gonflement des sols argileux de Fonsorbes.

Le retrait-gonflement des sols argileux est susceptible d'engendrer des dommages importants aux bâtiments en cas d’alternance de périodes de sécheresse et de pluie. La totalité de la commune est en aléa moyen ou fort (88,8 % au niveau départemental et 48,5 % au niveau national). Sur les 3 960 bâtiments dénombrés sur la commune en 2019, 3 960 sont en aléa moyen ou fort, soit 100 %, à comparer aux 98 % au niveau départemental et 54 % au niveau national. Une cartographie de l'exposition du territoire national au retrait gonflement des sols argileux est disponible sur le site du BRGM,.
Par ailleurs, afin de mieux appréhender le risque d’affaissement de terrain, l'inventaire national des cavités souterraines permet de localiser celles situées sur la commune.
Concernant les mouvements de terrains, la commune a été reconnue en état de catastrophe naturelle au titre des dommages causés par la sécheresse en 1989, 1992, 2003, 2011, 2015, 2017 et 2020 et par des mouvements de terrain en 1999.

## Toponymie
La signification du nom de la commune est transparente, elle vient de l'occitan : Fonts : Fontaines, Òrbas : aveugles, bouchées.
Le nom actuel de la commune n'est qu'une francisation phonétique d'un toponyme occitan originel.

## Histoire

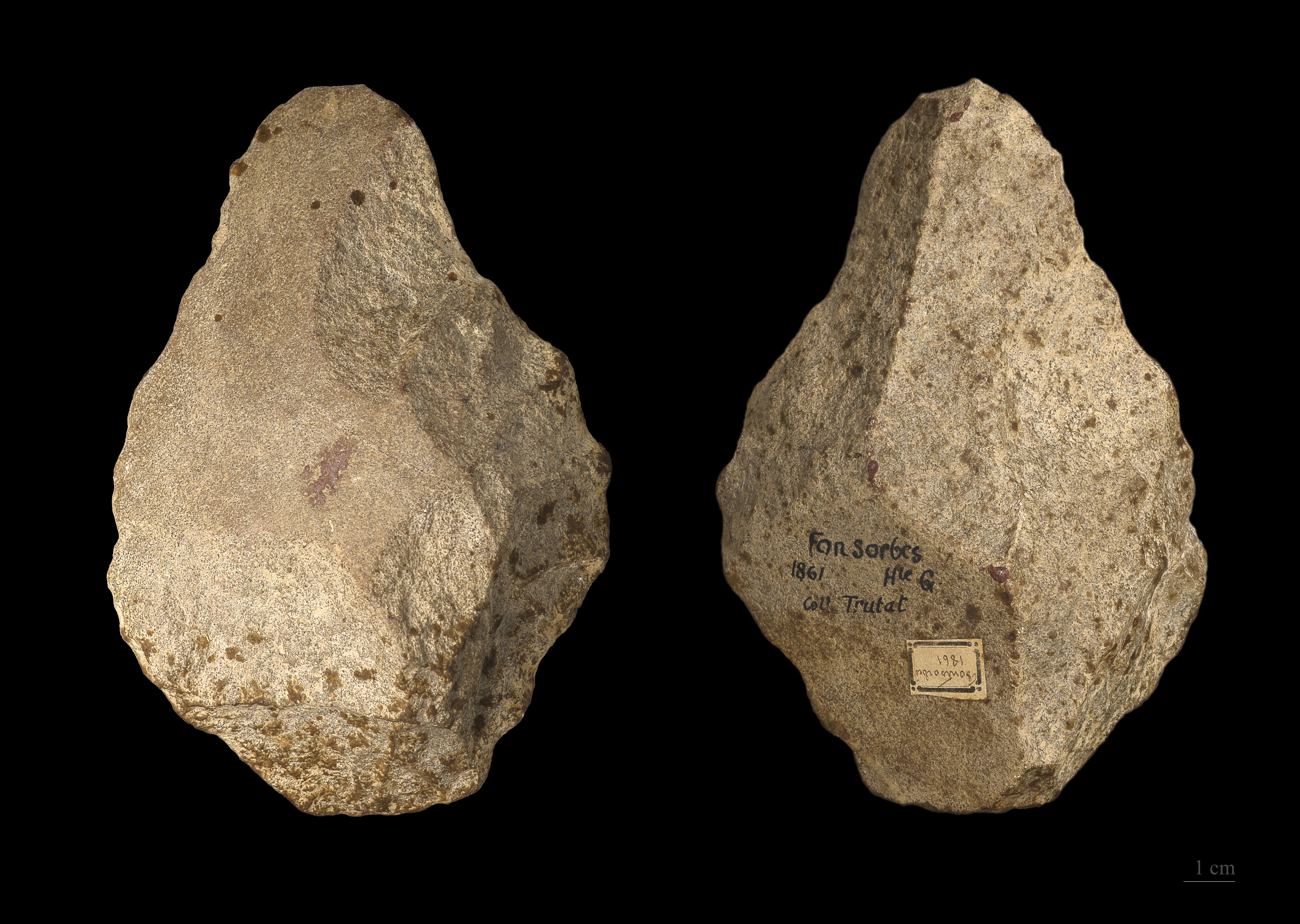
Galet aménagé - Collection Trutat - Muséum de Toulouse.

- Le territoire de la commune montre des signes d'occupation dès la préhistoire, comme l’atteste la collection Trutat au Muséum de Toulouse.
- Les origines de Fonsorbes se situent vers le milieu du XIe siècle, quand le comte Sanche 1er d’Astarac donna aux Chevaliers de Saint-Jean de Jérusalem des terres à Fonsorbes (fontaines en cercle) pour y construire une commanderie dont le premier commandeur fut Forton de Hautefage. L’histoire de Fonsorbes est marquée par de nombreux épisodes[Lesquels ?], mais il ne subsiste que peu de vestiges de son passé.
- Par la suite la ville de Fonsorbe est fondée comme une bastide ecclésiastique.
- Au XIXe siècle, la commune connaît une certaine prospérité et une activité agricole intense. Malheureusement vers la fin du siècle, le phylloxéra détruit le vignoble, sonnant le glas de l’agriculture à Fonsorbes et provoquant l’exode rural.
- C’est au XXe siècle, entre les deux guerres, que la population atteint son minimum (528 habitants). Après 1945, peu à peu, les Toulousains reviennent s’installer à Fonsorbes, venant chercher à Fonsorbes un horizon plus vaste et plus clair, et un environnement plus serein. La décennie 1970, parallèlement à la disparition d’exploitations agricoles, voit le développement de Fonsorbes en habitats diffus, avec une population d’environ 1 100 habitants.
- Le triple crime de Fonsorbes qui a eu lieu en 1974 reste toujours une énigme policière[30].
- La commune s’étant dotée d’un Plan d’occupation des sols (POS), sa croissance a été plus rapide ensuite.

## Politique et administration

### Administration municipale
Le nombre d'habitants au recensement de 2017 étant compris entre 10 000 habitants et 19 999 habitants, le nombre de membres du conseil municipal pour l'élection de 2020 est de trente-trois,.

### Rattachements administratifs et électoraux
Commune faisant partie de la sixième circonscription de la Haute-Garonne, de la communauté d'agglomération du Muretain et du canton de Plaisance-du-Touch (avant le redécoupage départemental de 2014, Fonsorbes faisait partie de l'ex-canton de Saint-Lys).

### Liste des maires

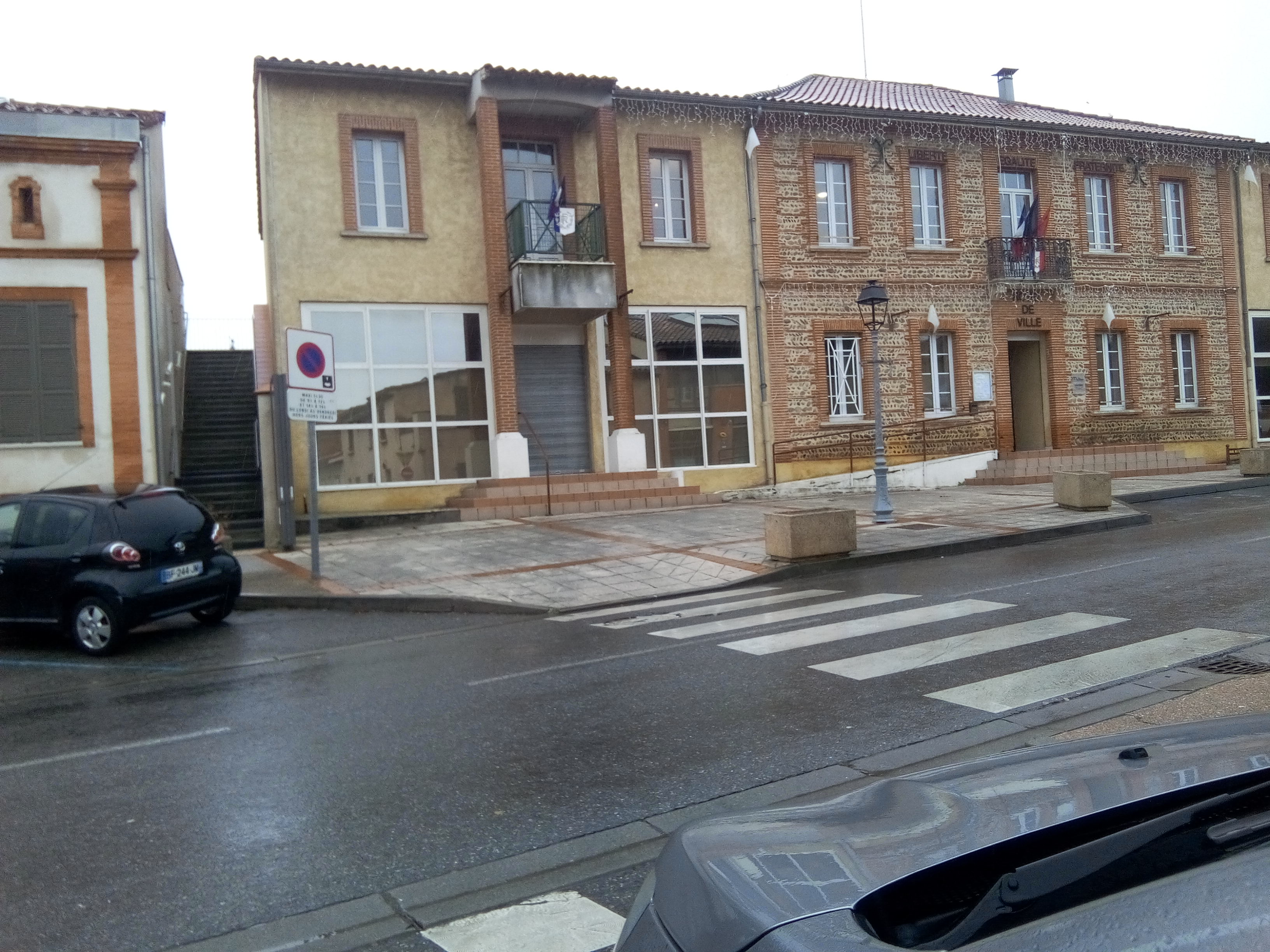
La mairie.

La commune de Fonsorbes a rejoint la communauté d'agglomération du Muretain le 1er janvier 2014.

### Politique de développement durable
La ville a engagé une politique de développement durable en lançant une démarche d'Agenda 21 en 2007.

### Jumelages
- La Fatarella (Espagne) depuis 1994 (Catalogne).

## Population et société

### Démographie
L'évolution du nombre d'habitants est connue à travers les recensements de la population effectués dans la commune depuis 1793. Pour les communes de plus de 10 000 habitants les recensements ont lieu chaque année à la suite d'une enquête par sondage auprès d'un échantillon d'adresses représentant 8 % de leurs logements, contrairement aux autres communes qui ont un recensement réel tous les cinq ans,.

En 2022, la commune comptait 13 048 habitants, en évolution de +11,07 % par rapport à 2016 (Haute-Garonne : +8,02 %, France hors Mayotte : +2,11 %).
| 1793 | 1800 | 1806 | 1821 | 1831 | 1836 | 1841 | 1846 | 1851 |
| ---- | ---- | ---- | ---- | ---- | ---- | ---- | ---- | ---- |
| 510  | 531  | 606  | 661  | 675  | 733  | 754  | 806  | 856  |

| 1856 | 1861 | 1866 | 1872 | 1876 | 1881 | 1886 | 1891 | 1896 |
| ---- | ---- | ---- | ---- | ---- | ---- | ---- | ---- | ---- |
| 825  | 868  | 827  | 841  | 870  | 879  | 870  | 864  | 835  |

| 1901 | 1906 | 1911 | 1921 | 1926 | 1931 | 1936 | 1946 | 1954 |
| ---- | ---- | ---- | ---- | ---- | ---- | ---- | ---- | ---- |
| 782  | 653  | 642  | 564  | 572  | 560  | 528  | 562  | 650  |

| 1962 | 1968 | 1975  | 1982  | 1990  | 1999  | 2006   | 2011   | 2016   |
| ---- | ---- | ----- | ----- | ----- | ----- | ------ | ------ | ------ |
| 755  | 882  | 2 049 | 3 241 | 4 252 | 6 909 | 10 397 | 11 536 | 11 748 |

| 2021   | 2022   | - | - | - | - | - | - | - |
| ------ | ------ | - | - | - | - | - | - | - |
| 12 546 | 13 048 | - | - | - | - | - | - | - |

| selon la population municipale des années : | 1968 | 1975 | 1982 | 1990 | 1999 | 2006 | 2009 | 2013 |
| Rang de la commune dans le département      | 78   | 43   | 30   | 29   | 20   | 13   | 13   | 11   |
| Nombre de communes du département           | 592  | 582  | 586  | 588  | 588  | 588  | 589  | 589  |

### Enseignement
Fonsorbes fait partie de l'académie de Toulouse.
L'éducation est assurée sur la commune de Fonsorbes de la crèche, en passant par l'école maternelle, l'école élémentaire, le collège jusqu'au lycée, le tout étant complémenté par la bibliothèque municipale et un centre aéré.
Groupes scolaires (Béouzo, Cantelauze et Trépadé), collège Cantelauze, lycée général et technologique Clémence Royer.

### Santé
Centre communal d’action sociale, centre médico social, une maison d’accueil spécialisée et un foyer d’accueil médicalisé pour personnes handicapées.

### Culture et festivité
Cinéma, médiathèque, maison de la culture, fête locale (début juin), comité des fêtes ainsi que de nombreuses associations.

### Culte
Le culte protestant se célèbre à l'espace évangélique protestant.

### Activités sportives
- L'Avenir Fonsorbais Rugby Féminin est une équipe de rugby à XV qui joue en première division, élite 2. C'est depuis avril 2013 le premier club féminin partenaire du Stade toulousain[48].
- Complexe sportif des Boulbènes, complexe sportif de Cantelauze, centre équestre, boulodrome, aire de tir à l'arc, gymnase, dojo, judo, terrains de tennis[49]...
- L´Avenir Fonsorbais Football club de football qui évolue en Régionale 3 pour la saison 2018-2019.
- Volley-ball, piste d'athlétisme, aire de jeux, Street workout, pêche (lac de Bidot), randonnées pédestres,

### Écologie et recyclage
La collecte et le traitement des déchets des ménages et des déchets assimilés ainsi que la protection et la mise en valeur de l'environnement se font dans le cadre de la communauté d'agglomération du Muretain.

## Économie

### Revenus
En 2018  (données Insee publiées en septembre 2021), la commune compte 4 928 ménages fiscaux, regroupant 13 019 personnes. La médiane du revenu disponible par unité de consommation est de 24 600 € (23 140 € dans le département). 61 % des ménages fiscaux sont imposés (55,3 % dans le département).

### Emploi
|                | 2008  | 2013  | 2018  |
| -------------- | ----- | ----- | ----- |
| Commune        | 6,1 % | 6,6 % | 7,7 % |
| Département    | 7,7 % | 9,6 % | 9,3 % |
| France entière | 8,3 % | 10 %  | 10 %  |

En 2018, la population âgée de 15 à 64 ans s'élève à 7 944 personnes, parmi lesquelles on compte 78,1 % d'actifs (70,4 % ayant un emploi et 7,7 % de chômeurs) et 21,9 % d'inactifs,. Depuis 2008, le taux de chômage communal (au sens du recensement) des 15-64 ans est inférieur à celui de la France et du département.
La commune fait partie de la couronne de l'aire d'attraction de Toulouse, du fait qu'au moins 15 % des actifs travaillent dans le pôle,. Elle compte 2 069 emplois en 2018, contre 1 925 en 2013 et 1 875 en 2008. Le nombre d'actifs ayant un emploi résidant dans la commune est de 5 651, soit un indicateur de concentration d'emploi de 36,6 % et un taux d'activité parmi les 15 ans ou plus de 65,5 %.
Sur ces 5 651 actifs de 15 ans ou plus ayant un emploi, 849 travaillent dans la commune, soit 15 % des habitants. Pour se rendre au travail, 91,9 % des habitants utilisent un véhicule personnel ou de fonction à quatre roues, 1,6 % les transports en commun, 4,2 % s'y rendent en deux-roues, à vélo ou à pied et 2,3 % n'ont pas besoin de transport (travail au domicile).

### Activités hors agriculture

#### Secteurs d'activités
796 établissements sont implantés  à Fonsorbes au 31 décembre 2019. Le tableau ci-dessous en détaille le nombre par secteur d'activité et compare les ratios avec ceux du département,.
| Secteur d'activité                                                                                        | Commune | Commune | Département |
| Secteur d'activité                                                                                        | Nombre  | %       | %           |
| --- | ------- | ------- | ----------- |
| Ensemble                                                                                                  | 796     | 100 %   | (100 %)     |
| Industrie manufacturière, industries extractives et autres                                                | 40      | 5 %     | (5,7 %)     |
| Construction                                                                                              | 156     | 19,6 %  | (12 %)      |
| Commerce de gros et de détail, transports, hébergement et restauration                                    | 197     | 24,7 %  | (25,9 %)    |
| Information et communication                                                                              | 17      | 2,1 %   | (4,1 %)     |
| Activités financières et d'assurance                                                                      | 25      | 3,1 %   | (3,8 %)     |
| Activités immobilières                                                                                    | 27      | 3,4 %   | (4,2 %)     |
| Activités spécialisées, scientifiques et techniques et activités de services administratifs et de soutien | 109     | 13,7 %  | (19,8 %)    |
| Administration publique, enseignement, santé humaine et action sociale                                    | 126     | 15,8 %  | (16,6 %)    |
| Autres activités de services                                                                              | 99      | 12,4 %  | (7,9 %)     |

Le secteur du commerce de gros et de détail, des transports, de l'hébergement et de la restauration est prépondérant sur la commune puisqu'il représente 24,7 % du nombre total d'établissements de la commune (197 sur les 796 entreprises implantées  à Fonsorbes), contre 25,9 % au niveau départemental.

#### Entreprises et commerces
Les cinq entreprises ayant leur siège social sur le territoire communal qui génèrent le plus de chiffre d'affaires en 2020 sont : 
- Fonsorbes Distribution, hypermarchés (26 433 k€) ;
- David Gomes, travaux de plâtrerie (6 655 k€) ;
- Oxymore, restauration de type rapide (3 161 k€) ;
- Arexis Freres, ingénierie, études techniques (3 052 k€) ;
- SPG Bricolage, commerce de détail de quincaillerie, peintures et verres en grandes surfaces (400 m2 et plus) (2 668 k€).

### Agriculture
La commune est dans les « Coteaux du Gers », une petite région agricole occupant une partie nord-ouest du département de la Haute-Garonne, caractérisée par une succession de coteaux peu accidentés, les surfaces cultivées étant entièrement dévolues aux grandes cultures. En 2020, l'orientation technico-économique de l'agriculture  sur la commune est la culture de céréales et/ou d'oléoprotéagineuses.
|               | 1988 | 2000 | 2010  | 2020 |
| ------------- | ---- | ---- | ----- | ---- |
| Exploitations | 22   | 16   | 16    | 12   |
| SAU (ha)      | 688  | 750  | 1 223 | 879  |

Le nombre d'exploitations agricoles en activité et ayant leur siège dans la commune est passé de 22 lors du recensement agricole de 1988  à 16 en 2000 puis à 16 en 2010 et enfin à 12 en 2020, soit une baisse de 45 % en 32 ans. Le même mouvement est observé à l'échelle du département qui a perdu pendant cette période 57 % de ses exploitations,. La surface agricole utilisée sur la commune a quant à elle augmenté, passant de 688 ha en 1988 à 879 ha en 2020. Parallèlement la surface agricole utilisée moyenne par exploitation a augmenté, passant de 31 à 73 ha.

## Culture locale et patrimoine

### Lieux et monuments
- Église Saint-Jean-Baptiste.
- Monument aux morts
- Château d'Esquiré lieu de résistance ou furent arrêtés Jean d'Aligny et Robert Auguste Moog.

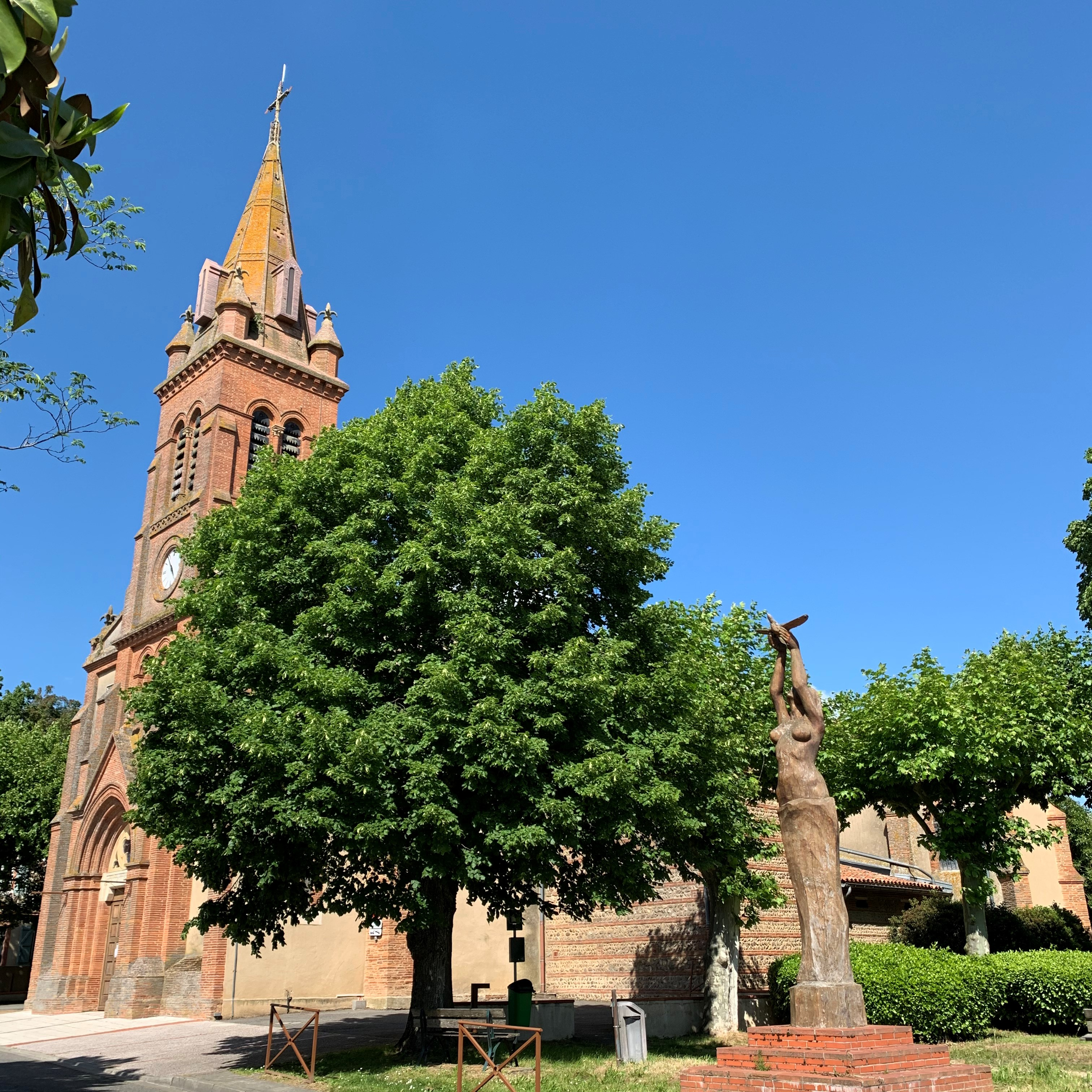
Fonsorbes - L'église Saint-Jean-Baptiste.

### Personnalités liées à la commune
- Pierre Bertaux.
- Yvon Morandat.
- Jean d'Aligny ancien déporté, héros de la résistance.
- Hugo Gaston, tennisman professionnel

### Héraldique
| Fonsorbes | Son blasonnement est : D'or à un sorbier de sinople. |

## Pour approfondir